# Kalkoti jezik
Kalkoti jezik (SO 639-3: xka), indoiranski jezik kohistanske podskupine, kojim govori oko 4 000 ljudi (1990) u Pakistanu gdje mu je glavno središte selo Kalkot. Leksički mu je najbliži kalami [gwc], 69%, koji je također u upotrebi.

## Vanjske poveznice
- Ethnologue (14th)
- Ethnologue (15th)
- [neaktivna poveznica]